# Cleavon Little
Cleavon Jake Little (ur. 1 czerwca 1939 w Chickasha w stanie Oklahoma, zm. 22 października 1992 w Los Angeles) – amerykański aktor.

## Życiorys
Największą popularność zawdzięcza dwóm rolom: czarnego szeryfa w komedii Mela Brooksa Płonące siodła (1974) oraz niewidomego DJ-a Super Soula w filmie Znikający punkt (1971; reż. Richard Sarafian). Po sukcesach w latach 70. jego kariera załamała się, później nie miał już większych ról. W latach 80. pojawił się gościnnie w kilku popularnych serialach TV, m.in.: Statek miłości, Wyspa Fantazji, MacGyver, Alf, Opowieści z krypty.
Zmarł na raka jelita grubego w wieku 53 lat.

## Filmografia
- John i Mary (1969) jako reżyser
- Bawełniany przekręt (1970) jako Lo Boy
- Znikający punkt (1971) jako Super Soul
- Płonące siodła (1974) jako Bart
- Łowcy rupieci (1979) jako Jackson
- Ryzykowna gra (1981) jako Rockney
- Salamandra (1981) jako major Carl Malinowski
- Raz ugryziona (1985) jako Sebastian
- Żołnierzyki (1984) jako Buck
- Fletch żyje (1989) jako Calculus Entropy